# Šrouby a matice
Šrouby a matice – drugi singel czeskiego zespołu pop-rockowego Mandrage z ich trzeciego albumu studyjnego Moje krevní skupina. Wydany 24 października 2011 przez wytwórnię płytową, Universal Music.

## Teledysk
Teledysk do piosenki "Šrouby a matice" został opublikowany 25 listopada 2011 roku za pośrednictwem serwisu internetowego VEVO.

## Lista utworów i formaty singla
1-ścieżkowy CD-singel
1. „Šrouby a matice” – 3:14

## Twórcy
- Vít Starý – wokal prowadzący, gitara rytmiczna
- Pepa Bolan – gitara prowadząca, wokal wspierający
- Michal Faitl – gitara basowa
- Matyáš Vorda – perkusja
- František Bořík – instrumenty klawiszowe

## Pozycje na listach
| Państwo | Lista           | Najwyższa pozycja |
| ------- | --------------- | ----------------- |
| Czechy  | Rádio – Top 100 | 1                 |